# アシュリー・リッカーズ
アシュリー・リッカーズ（Ashley Rickards,  1992年5月4日 - ）は、アメリカ合衆国の女優である。

## 来歴
1992年、フロリダ州サラソータに生まれる。13歳の頃にモンテッソーリ教育の学校へ通い、その頃から演技も学ぶようになった。成績は優秀で、15歳の時に高校を卒業。非常に高い知能指数を有するメンサの会員でもある。その後、ロサンゼルスへ渡り、2000年代後半からテレビドラマなどに出演するようになった。2009年にはジェラルド・バトラー主演の『GAMER』で劇場映画デビュー。2011年からはテレビドラマシリーズ『Awkward 不器用ジェナのはみだし青春日記』の主役ジェナ・ハミルトン役でレギュラーキャストとして出演しており、コミカルな演技を披露している。

## 出演作品

### 映画
- American Family (2007) ※テレビ映画
- GAMER Gamer (2009)
- Fly Away (2011)
- Struck by Lightning (2012)
- Home (2014)
- A Haunted House 2 (2014)
- そんなキミに恋してる Behaving Badly (2014)

### テレビドラマ
- Everybody Hates Chris (2006)
- CSI:ニューヨーク CSI: NY (2007)
- ゾーイ101 Zoey 101 (2007)
- アグリー・ベティ Ugly Betty (2007)
- アントラージュ★オレたちのハリウッド Entourage (2008)
- One Tree Hill One Tree Hill (2008 - 2009)
- アメリカン・ホラー・ストーリー: 呪いの館 American Horror Story (2011)
- Awkward 不器用ジェナのはみだし青春日記 Awkward. (2011 - 2015)